# 渋谷再開発
渋谷再開発（しぶやさいかいはつ）は、渋谷駅周辺地域で東急が主導して行っている、大規模な市街地再開発事業及び土地区画整理事業の総称である。「100年に一度の再開発」と呼ばれる。

## 経緯
これまで渋谷駅は、戦後の日本の高度経済成長や百貨店競争、若者文化の隆盛、ITベンチャーの起業ブームなどで発展する中、4つの鉄道会社（JR東日本、東急、営団（現・東京メトロ）、京王電鉄）の8路線（山手線、埼京線、湘南新宿ライン、東横線、田園都市線、銀座線、半蔵門線、井の頭線）が乗り入れるようになり、そのたびに拡張・増築を繰り返し、複雑に入り組んだ状態となっていた。この複雑さは渋谷の魅力であった一方で、人の動線の混乱を引き起こしたり、災害への備えが脆弱だったりと、弱点が露呈していた。
また、渋谷駅の駅施設と駅ビルは大正時代から戦前期にかけて形づくられた骨格をベースに、戦後復興期から1960年代にかけて改修・増築されたものであり、ほとんどの建物が1981年の耐震基準改正以前に建設されていることから老朽化が問題となり、安全性や防災面で対応が迫られていた。さらに、渋谷駅は渋谷川が形成する細長い谷地形の底に位置しているために浸水・冠水被害を受けやすかったり、駅からバス・タクシーへの乗り継ぎで車道の横断が必要な箇所が多かったりと安全性の課題を抱えていた。それだけでなく、小売業の多様化や競争激化、及びネットショッピングの普及・隆盛などといったライフスタイルの多様化による2000年代以降の百貨店の売上低迷は、渋谷駅の駅施設の中核となっていた東急百貨店東横店や東急百貨店本店にも影響しており、消費の変化に対応しリテール事業の業態を転換することが迫られていた。
その他、渋谷地域は都内の他地区と比べて空きオフィスの数や面積が少なく、渋谷に集まりつつあったベンチャー企業の需要を満たすことが困難になっていた。2000年頃、渋谷エリアにはGoogleやAmazon.com、LINEなどのIT企業が多く本社を構えており、「ビットバレー」と呼ばれていたが、業容の拡大で手狭になるなどして、その多くが渋谷を離れていった。
また、渋谷地域は外国人旅行者が多く集まるスポットでもあるにもかかわらず、ホテルの客室数も新宿の約5分の1と少なかった。これにより、夜遅くまで渋谷に滞在する観光客は少なく、ビジネス目的の出張でもホテル需要を満たせていない状況にあった。
そんな中、小渕内閣の緊急経済対策によって、長年棚上げされていた営団地下鉄13号線（現・東京メトロ副都心線）の渋谷延伸の方針が2001年に決定し、翌2002年には東急東横線との相互直通乗り入れ開始も決定した。乗り入れに伴い渋谷駅 - 代官山駅間を地下化することも決まったことで、渋谷駅周辺に駅施設と線路の跡地からなる広大な未利用地が生まれることになり、2005年には渋谷駅周辺の139haが都市再生特別措置法に基づく特定都市再生緊急整備地域に指定されたこともあって、これを利用した大規模な再開発計画が動き出した。
この再開発にあたって、事業主の東急や渋谷区は東京大学や日本大学といった産官学と連携し、一貫した渋谷の街のグランドデザインを構想した。そこで目指したのが、「経済優先の街から人のための街にすること」であった。

## 事業一覧

### 渋谷ヒカリエ
2003年6月30日に閉館した東急文化会館跡地の再開発で、東京メトロ副都心線の東急東横線との相互直通運転開始に先立つ2012年4月26日に開業した。

### 渋谷駅街区計画
渋谷駅街区計画は、渋谷スクランブルスクエア開発、渋谷駅改良、広場整備で構成される。

#### 渋谷スクランブルスクエア
2013年3月16日の東急東横線の東京メトロ副都心線との相互直通運転開始に伴う渋谷駅ホームの地下化に伴い廃止された旧地上駅舎跡地と、2020年3月31日に閉店した東急百貨店東横店跡地の再開発である。東棟、西棟、中央棟に分かれており、東棟は東横線渋谷駅旧地上駅舎跡地と2013年3月31日に先行で閉店した東急百貨店東横店東館跡地で西棟、中央棟に先立って建設され、2019年11月1日に開業した。残る西棟と中央棟は東急百貨店東横店西館及び南館跡地と渋谷駅の直上に建設され、2031年度に完成する予定である。

#### 渋谷駅改良
2013年3月16日に東急東横線の東京メトロ副都心線との相互直通運転が開始されたことを契機として、渋谷駅の改良も行われた。JR東日本は2015年から2023年まで計5回に渡り、渋谷駅で運休を伴う線路切替工事を行った。2020年には、これまで東急百貨店東横店東館と東横線渋谷駅が建っていたことから山手線ホームよりも約350m南に離れた場所に存在していた埼京線及び湘南新宿ラインのホームが山手線ホームと並列した場所に移転し、乗り換えの利便性が向上した他、2023年1月9日には、山手線ホームが島式となった。東京地下鉄は2009年から断続的に工事を進め、2016年から2020年にかけて計4回に渡って行われた運休を伴う線路切替工事も経て2020年に銀座線ホームを東急百貨店東横店内から明治通りをまたぐ位置に移転した。
2030年度には改札およびコンコースの整備が概ね完了し、それに併せて銀座線のホーム直上に「4階東口スカイウェイ（仮称）」が、地上部ではJRハチ公改札前に最大幅員22m、JR南改札前に最大幅員23mの、東西を結ぶ自由通路が完成予定。

#### 広場整備
上記の他、2034年度までには「ハチ公広場」「東口地上広場」「中央棟4階広場（仮称）」「西口3階上空施設（仮称）」「中央棟10階広場（仮称）」の5つの広場も完成予定。これらの広場は非常時の一時避難場所としての機能も備える。

### 渋谷キャスト
都営住宅「宮下町アパート」跡地の再開発で、2017年4月28日に開業した。

### 渋谷ストリーム
2013年3月16日の東急東横線の東京メトロ副都心線との相互直通運転開始に伴う渋谷駅ホームの地下化に伴い廃止された旧地上駅舎跡地の南側で行われた再開発で、2018年9月13日に開業した。この事業と並行して、隣接する渋谷川の整備も官民連携で行われ、渋谷川の水流が復活した他、渋谷川沿いには東急東横線の旧線路跡地を活用して遊歩道「渋谷リバーストリート」が整備された。

### 渋谷ブリッジ
2013年3月16日の東急東横線の東京メトロ副都心線との相互直通運転開始に伴う渋谷駅〜代官山駅間の地下化に伴い廃止された線路跡の再開発で、2018年に完成した。

### 渋谷ソラスタ
東急不動産の本社があった「新南平台東急ビル」とその周辺を一体的に建て替える計画で、2019年3月29日に竣工した。

### 渋谷フクラス
2015年3月22日に閉店した東急プラザ渋谷跡地の再開発で、2019年12月5日に開業した。

### Shibuya Sakura Stage
渋谷駅桜丘口に存在していた老朽化した小さな建物が密集した地域を一体的に開発する計画で、2023年11月30日に竣工した。

### 渋谷アクシュ
渋谷ヒカリエに隣接した4棟のビルを一体的に建て替える計画で、2024年7月8日に開業した。

### Shibuya Upper West Project
2023年に閉店した東急百貨店本店跡地の再開発計画。2027年度竣工予定。

### 渋谷二丁目22地区
渋谷ヒカリエ南側にある再開発計画。